# Маяковський Володимир Володимирович
Володи́мир Володи́мирович Маяко́вський (рос. Владимир Владимирович Маяковский; 7 (19) липня 1893, село Багдаті, Кутаїська губернія, тепер Грузія — 14 квітня 1930, Москва) — російський радянський поет, публіцист, драматург та громадський діяч. Разом із Велимиром Хлєбниковим був Головою земної кулі.

## Ранні роки
Народився у селі Багдаді (Багдаті), Грузія, у родині був останньою третьою дитиною. Батько поета, Маяковський Володимир Костянтинович (1857—1906), — дворянин, служив лісничим, предки були з козаків Запорізької Січі.
Прадід по батькові, Маяковський Костянтин Кирилович, син полкового осавула, служив у козацькому місті Бериславі Херсонської губернії. У 1822 після завоювання Грузії був переведений на службу на Кавказ. Його син, Маяковський Костянтин Костянтинович (1820—1880), народився в українському Бериславі, виріс у Грузії, і довгі роки служив секретарем повітового правління Ахалцихе.
Бабуся поета по батькові, Данилевська Єфросинія Йосипівна (пом. 1891), була двоюрідною сестрою відомого українського письменника Григорія Данилевського, родом із запорізьких козаків. Мати, Олександра Олексіївна Павленко (1867—1954), народилася в станиці Тернівська на Кубані, була дочкою українця, народженого на Харківщині, штабс-капітана 155-го піхотного Кубанського полку Павленка Олексія Івановича, який помер від тифу під час російсько-турецької війни 1877—1878 рр., за спогадами Олександри Олексіївни, його рідні говорили тільки українською мовою (Маяковська О. О. «Дитинство і юність Володимира Маяковського»). Хоча у школі та з друзями хлопчик спілкувався грузинською, вдома всі один до одного звертались лише російською.
У 1902 вступає до Кутаїської гімназії. Після смерті батька в 1906 разом із матір'ю та сестрами переїздить до Москви. Там він вступає до школи № 91 та навчається у одному класі із братом Бориса Пастернака Шурою.
Ще у віці 14 років (1907) вперше взяв участь у соціалістичній демонстрації у Кутаїсі. У Москві ж юнак ще більше захоплюється ідеями марксизму. Коли у 1908 його відраховують із гімназії через неспроможність матері далі сплачувати за навчання, він радо пристає до революційної діяльності. Того ж 1908 року вступає до РСДРП, його тричі заарештовують, та Маяковський уникає покарання через неповноліття. Перші вірші Маяковський написав саме під час ув'язнення у Бутирській в'язниці 1909 року. У 1911 р. він вступає до Московського училища живопису, скульптури та зодчества, де знайомиться із членами Російського футуристичного руху. Стає лідером групи «Гілея». Після знайомства із Давидом Бурлюком, входить у коло поетів та зближується із кубофутуристами.

## Літературне життя
Перший опублікований вірш «Ніч» Маяковського увійшов до футуристичної збірки «Ляпас суспільному смаку» 1912 року. 1913 р. поет звертається до драматургії і створює трагедію «Володимир Маяковський», сам ставить її та виконує головну роль.
1914 р. через активну політичну діяльність Маяковського та Бурлюка виключили із Московського училища живопису, скульптури та зодчества. У мистецькому розвитку поета тепер з'явився новий напрямок на відображення реалій напередодні революції, що оформилось у поемі рос. «Облако в штанах» Над нею автор працював протягом двох років 1914—1915. Вона стала чи не найголовнішим твором Маяковського, що одночасно змальовував палкі теми кохання, революції, релігії, мистецтва. Вона дозволила заявити Маяковському про себе не тільки на всю Росію, але й на ввесь світ. Поет навмисне вживав у поемі мову вулиць та довгі конструкції, щоб викрити зідеалізовані та зромантизовані поняття поезії.

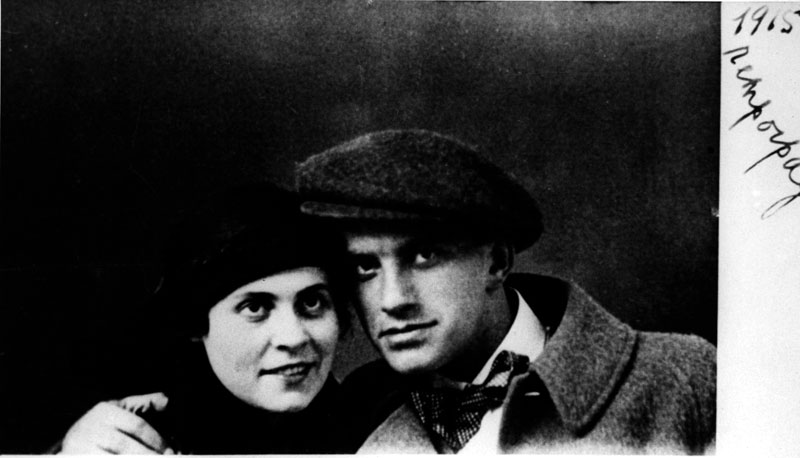
Ліля Брік та В. Маяковський

Влітку 1915 р. Маяковський закохався в Лілю Брік, на котрій потім і женився. Саме їй присвячено поему «Флейта-позвоночник» укр. Флейта-хребет. Чоловіком Лілі був видавець поета — Осип Брік. Кохання, поруч із враженнями від революції та війни, дуже вплинуло на поезію Маяковського наступних років. Поема «Война и мир» укр. Війна та мир 1916 р. змалювала жахи Першої світової війни, а поема «Человек» укр. Людина — вираження болю, що спричиняє кохання.
Впродовж 1915—1917 рр. Маяковський працював креслярем у Петроградському військовому автомобільному училищі. На початку революції він був у Смольному. Там він став свідком Жовтневої революції. Повернувшись до Москви, він працює у Російському телеграфному агентстві (РОСТА), створює тексти та власне графіку для агітпроп-плакатів.

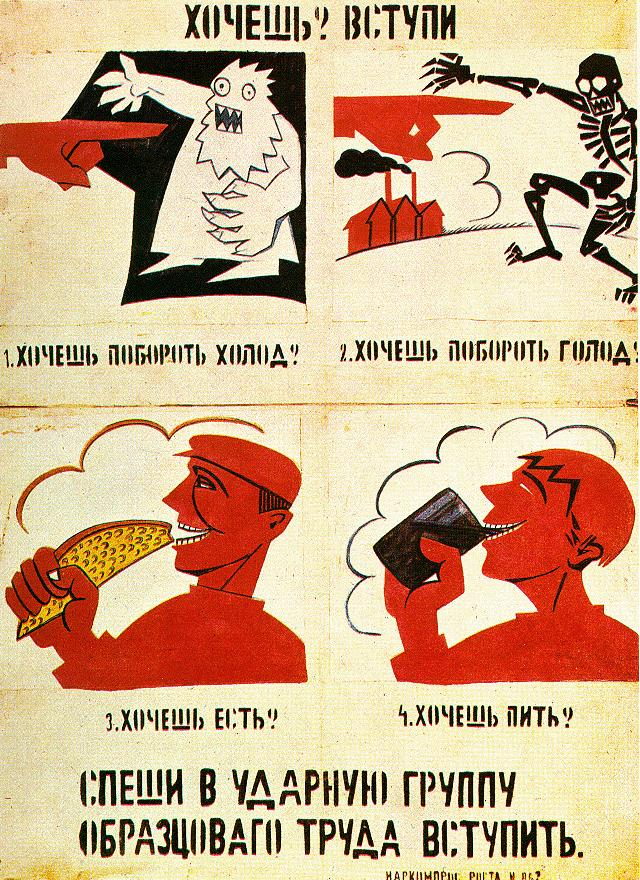
Плакати, створені В. В. Маяковським

1919 р. вийшла поема «150 000 000» — гімн світової революції
У незрілому мистецькому колі Радянського Союзу, що тільки зароджувався, Маяковський був солідною фігурою. Він навіть мав привілей вільно пересуватися світом, подорожував по Британії, Німеччині, Латвії, Сполучених Штатах, Мексиці, Кубі, що відобразилось у роботі «Мое открытие Америки» (рос.) 1925 р.
Під час лекцій у Сполучених штатах Маяковський познайомився з Еллі Джонз, яка пізніше народить йому дочку. Та про це поет дізнається набагато пізніше, у 1929 р., коли пара таємно зустрілась на півдні Франції, адже свої стосунки вони мали тримати у таємниці. Наприкінці 1920-х Маяковський закохався у Тетяну Яковлеву, їй він присвятив «Лист Тетяні Яковлевій» 1928 р.
Щодо творчості, у ці роки поет активно співпрацює з «Известиями» та «Комсомольською правдою», друкується у журналах «Новый мир», «Молодая гвардия», «Огонёк», «Крокодил», «Красная нива» та ін. Працював також у агітці та рекламі, за що його суворо критикували Пастернак, Катаєв та Свєтлов. 1923 р. організував ЛЕФ (від рос. — «Левый фронт»), випускав журнал «ЛЕФ». Але влітку 1928 р. розчарувався у ЛЕФі та покинув його.
Сатиричні п'єси «Клоп» (1928), «Баня» (1929) поставлено Мейерхольдом. У 1929 р. Маяковський організував групу «РЕФ», але вже у лютому 1930 вийшов з неї, вступив у РАПП.
Поступово Маяковський потрапив у літературну, а далі й ідеологічну ізоляцію. Його п'єси знято з постановок, йому відмовлено у в'їзних візах до Парижа (на побачення з коханою, російською емігранткою Тетяною Яковлевою), його не визнавали ні колишні колеги з ЛЕФу, ні нові з РАППу, а виставку Маяковського «20 років роботи» проігнорували і партійні чиновники, і впливові літератори. Драматизм становища поета ще більше ускладнили його стосунки з Веронікою Полонською, котра нібито й кохала поета, але відмовлялася покинути заради нього чоловіка. Усе це спричинило глибоку душевну кризу, наслідком якої стало самогубство Маяковського. Він вистрілив собі в серце, залишивши знамениту посмертну записку: Все, як кажуть, «інцидент поперчений», об побут
розбився любові баркас.
Життя, сподіваюсь з тобою ми квити, до біса рахунки мук, болей
й образ.
Щасливо залишатися.

## Кінематограф
1914 рік — «Драма в кабаре футуристів № 13». Маяковський виконав у картині «демонічну» роль.
1918 р. Маяковський написав сценарій до фільму «Народжений не задля грошей» (рос. «Не для денег рождённый») за мотивами роману Джека Лондона «Мартін Іден». Поет сам зіграв головну роль Івана Нова. На жаль, не збереглось жодної копії фільму.
1918 рік — «Закута фільмою» (рос. «Закованная фильмой»). Зберігся фрагмент першої частини (за участю Маяковського).
Також 1918 р. Маяковський знявся в головній ролі експериментального фільму рос. «Барышня и хулиган» за сценарієм самого Маяковського. Через 50 років сценарій не залишився забутим. 1970 року вийшов телефільм-балет «Барышня и хулиган» на основі сценарію 1918 року.
1928 рік — «Октябрюхов і Декабрюхов». Сценарій цієї ексцентричної комедії був написаний Володимиром Маяковським до десятиріччя Жовтневої революції.
1928 рік — «Три кімнати з кухнею». За мотивами сценарію В. В. Маяковського «Як ся маєте?» (рос. «Как поживаете?»).
1955 рік — «Вони знали Маяковського», історико-революційний фільм режисера Миколи Петрова, Ленінградська студія кінохроніки.
1958 рік — «Маяковський починався так». Фільм-біографія за мотивами автобіографічної повісті Маяковського «Я сам». У ролі Маяковського — Родам Челідзе. Грузія-фільм.
1962 рік — «Літаючий пролетар», мультфільм за мотивами однойменної поеми.
1962 рік — «Баня», мультфільм за мотивами однойменної п'єси.
1970 рік — «Панночка і хуліган», телефільм-балет на основі сценарію 1918 року режисера Аполлінарія Дудко.
1975 року — «Маяковський сміється, або Клоп-75». Фільм-колаж режисера Сергія Юткевича, що був знятий за п'єсою «Клоп» і сценарієм «Забудь про камін» Володимира Маяковського.
1977 року — «Вперед, час!». Мультфільм за мотивами віршів Володимира Маяковського.
Маяковському присвячений цілий ряд фільмів, таких як «Світло над Росією», «Вони знали Маяковського», «Маяковський починався так» та інші.

## Після смерті
1930 року селище Багдаді (Багдаті), батьківщина поета, було перейменовано на Маяковскі.
Після смерті Сталіна поширились чутки, що Маяковський не закінчив життя самогубством, а був вбитий за наказом Сталіна, однак жодних доказів не було встановлено. Продовж 1990 років, коли було знято гриф «Таємно» з багатьох документів КДБ, була надія відшукати будь-які нові факти, що могли б пролити світло.
Власне після смерті поета постійно звинувачували у пресі як «формаліста», протиставляли його визнаним «пролетарським поетам», як наприклад, Дем'ян Бєдний. Коли ж 1935 р. Ліля Брік написала Сталіну про це, він зробив помітку на її листі:
«Товаришу Єжов, прийміть до уваги лист Брік. Маяковський — все ще найкращий та найталановитіший поет нашої Радянської епохи. Байдужість до його творчої спадщини є злочином. На мою думку, скарги Брік цілком виправдані…» Джерело: Мемуари Василя Катаняна, с. 112 
Ці слова офіційно «канонізували» Маяковського. Спадкоємця у російській літературі у великого поета не було, його стиль так ніколи не було добре проаналізовано та розвинуто. Маяковський був видатним футуристом, саме під його впливом у Литві сформувався рух «Чотири вітри». Також він значно вплинув на письменника Валентина Катаєва.

## Адреси у Санкт-Петербурзі
- 1915—1918 — квартира Осипа та Лілі Брік, вулиця Жуковського, 7, кв. 42
- 1918 — березень 1919 року — прибутковий будинок, Надеждинська вулиця, 52, кв. 9
- Грудень 1920 року — ДИСК, проспект 25 Жовтня, 15
- 1924—1928 — готель «Європейський», вулиця Ракова, 7.

## Зв'язок з Україною

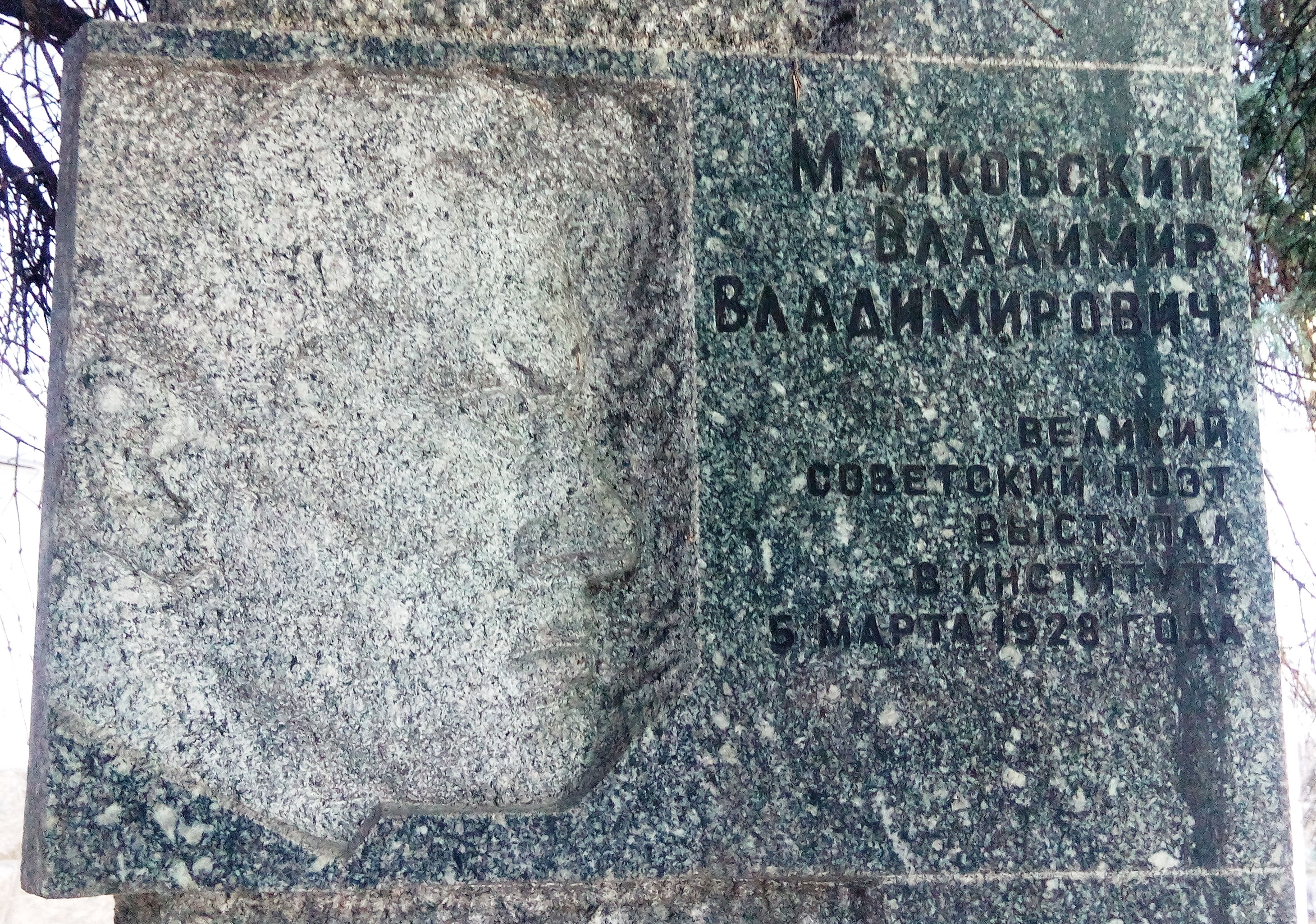
Барельєф Володимиру Маяковському перед центральним корпусом НТУ «Дніпровська політехніка»

У 1912—1914 роках Маяковський тричі відвідав Україну, а у 1924—1930 роках — щороку. Тут він виступав у цілому ряді міст. Часто приїздив до Харкова. Вперше Маяковський побував у Харкові 14 грудня 1913 року разом з Давидом Бурлюком, про що нагадує меморіальна дошка біля входу в бібліотеку імені Короленка. Відвідав Київ, де виступав з літературними концертами у 1913, 1914, 1924 та згодом присвятив столиці України вірш «Київ» (1924, надрукований у газеті «Пролетарская правда» (укр. Пролетарська правда)).
Ставлення до України Маяковський висловлював по-різному. То виступає з великою симпатією до України та її мови (вірш «Долг Украине» (укр. Борг перед Україною), 1926), у якому висловлюється проти зневажливого ставлення росіян до української мови та вживав фрази, що згодом стала крилатою: «товаришу москалю, на Україну жартів не скаль» (рос. товарищ москаль, на Украину шуток не скаль). То подеколи виступає з виявами російського великодержавного шовінізму (вірш «Нашему юношеству», (укр. Нашому юнацтву, 1927), у якому негативно зобразив українців, назвавши хохлами, та сам зробив зневажливі ремарки щодо української мови).
Прапрадід Володимира Маяковського, Кирило Маяковський, помер у місті Берислав 16 квітня 1828 року за старим стилем. У метричній книзі від того року записано «умер Бериславский дворянин полковой есаул Кирило Маяковский, 80 лет».
 От якось, 

          заклопотаний безліччю справ, 

 забув я готель, 

             де ночую. 

 Адресу російською 

               в хохла я спитав. 

 Хохол відповів: 

                "не чую". 

 Коли ж науковій 

                віддаються темі, 

 їм 

   в російській мові завузько; 
Володимир Маяковський - Нашому юнацтву, (уривок, 1927; , 
Перекл. Микола Бажан

### Переклади українською
Твори Маяковського перекладали українською мовою М. Семенко, М. Вороний, Микола Бажан, П. Воронько, С. Голованівський, Є. Дроб'язко, Р. Лубківський, Л. Первомайський, Л. Дмитерко, Д. Павличко, О. Астаф'єв, А. Гризун, І. Яворський, М. Лукаш та інші.
Однак багато україномовних перекладів Маяковського втрачено, оскільки україномовних поетів-футуристів-перекладачів почали масово розстрілювати на початку 1930-х після згортання так званої політики «коренізації» та розгортання масової русифікації та терору українців. Початком масового знищення українського письменства вважається 1933 рік. Саме тоді  знищено у друкарні збірник українських перекладів вибраних творів Володимира Маяковського, підготовлена керманичем панфутуристів Михайлем Семенком. Протягом 1933—1937 років шість із дев'яти поетів, чиї переклади увійшли в цю збірку, розстріляно або замордовано в таборах, а їхні архіви знищено. Реабілітація повернула імена, але не повернула більшості напрацювань письменників. Отже, певний перекладацький здобуток 1920-х — 1930-х років є «білою плямою» для української перекладної літератури (хоча нещодавно дещо з тих часів все ж було врятовано, коли, наприклад, у київському видавництві «Дух і літера» у 2017 році було зроблено репринтове відтворення нездійсненого видання 1933 року перекладів Маяковського українськими поетами-футуристами).

#### Поема «Володимир Ілліч Ленін»
- Володимир Маяковський. Володимир Ілліч Ленін.. Переклад з російської: ? — Київ: ДВОУ: Література і мистецтво, 1931. — 100 с.
- Володимир Маяковський. Володимир Ілліч Ленін: поема. Переклад з російської: ?. — Київ-Одеса: Молодий більшовик, 1939. — 94 с.
- Володимир Маяковський. Володимир Ілліч Ленін: поема. Переклад з російської: ?. — Київ: Молодь, 1949. — 79 с.
- Володимир Маяковський. Володимир Ілліч Ленін: поема. Переклад з російської: ?. — Київ: Дніпро, 1969. — 133 с.

#### Збірка «На ввесь голос»
- Володимир Маяковський. На ввесь голос: вибрані поеми. Переклад з російської: ? — 1930. — 32 с.
- Володимир Маяковський. На ввесь голос: вибрані поезії. Переклад з російської: ? — Київ: Держлітвидав України. 1946. — 35 с.
- Володимир Маяковський. На ввесь голос: вірші та поеми. Переклад з російської: ? — Київ: Молодь, 1969. — 287 с.

#### Різні збірки віршів
- Володимир Маяковський. Комсомольська: збірка віршів. . Переклад з російської: ? — Київ: Молодий більшовик, 1931. — 95 с.
- Володимир Маяковський. Вибране. Переклад з російської: ? — Київ: Молодий більшовик, 1936. — 223 с.
- Володимир Маяковський. Вибране. 1914—1930. Переклад з російської: М. Бажан та інші; за редакцією Миколи Бажана. — Київ: Держлітвидав УРСР, 1940. — 369 стор.
- Володимир Маяковський. Вибрані вірші. Переклад з російської: ? — Харків: Держлітвидав, 1940. — 126 с.
- Володимир Маяковський. Вибране. Переклад з російської: Микола Бажан та інші; за редакціїю Миколи Бажана. — Київ: Державне видавництво художньої літератури, 1949. — 332 стор.
- Володимир Маяковський. 150 000 000. Переклад з російської: ?. — Київ: Держлітвидав України, 1951. — 57 с.
- Володимир Маяковський. Вибрані твори у 3 томах. — Київ: Держлітвидав України, 1953.
  - Том 1: Вірші. Переклад з російської: ?. — 487 с.
  - Том 2: Поеми. Переклад з російської: Микола Бажан та інші; за редакціїю Миколи Бажана. — 376 с.
  - Том 3: П'єси, нариси, статті. Переклад з російської: ?. — 375 с.
- Володимир Маяковський. Два опіуми. Переклад з російської: ?. — Київ: Держлітвидав України, 1955. — 49 с.
- Володимир Маяковський. Два опіуми. Переклад з російської: ?. — Київ: Держлітвидав України, 1957. — 17 с.
- Володимир Маяковський. Про Теклю, Якилину, корову та бога. Переклад з російської: ? — Київ: Держлітвидав України, 1957. — 21 с.
- Володимир Маяковський. Поезії. Переклад з російської: ?. — Київ: Дніпро, 1973. — 167 с.
- Володимир Маяковський. Борг Україні. // В книзі: Слов'янська ліра. — К., 1983.
- Володимир Маяковський. Ніч; Ранок; Порт; Чи змогли б ви?; Вивіскам; Від утоми; Пеклище міста; Нате!; А однак!; Мерзота. Переклад з російської: Володимир Вакуленко. — Київ: Журнал «Всесвіт», 2012. № 11—12. — С. 10—15.
- Володимир Маяковський. Т. 1 : Вибрані твори: репринтове відтворення нездійсненого видання 1933 року. Пер. з рос.: М. Семенко. — Київ: Дух і Літера, 2017. — 95 стор. ISBN 978-966-378-520-2